# Викентово
Викентово (укр. Вікентове) — село в Белогорском районе Хмельницкой области Украины.
Население по переписи 2001 года составляло 45 человек. Почтовый индекс — 30226. Телефонный код — 3841. Занимает площадь 0,02 км².

## Местный совет
30226, Хмельницкая обл., Белогорский р-н, с. Залужье, ул. Садовая, 1